# Vladimir Vasin

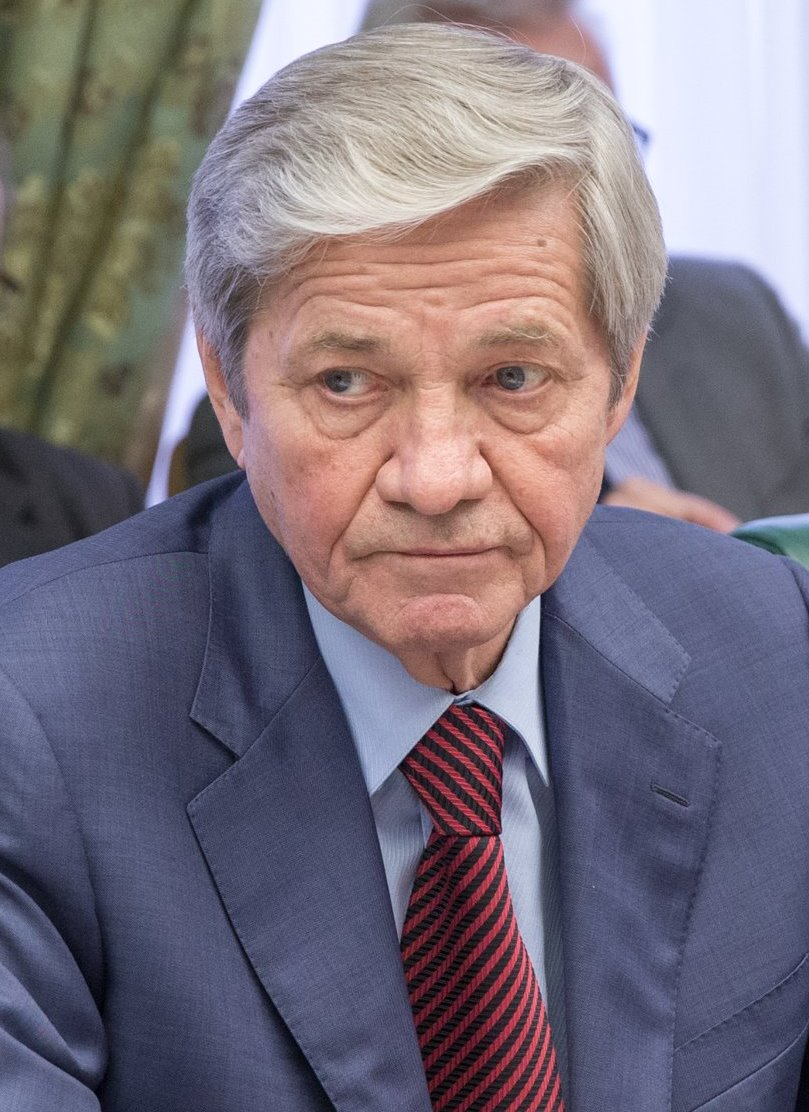
Vladimir Vasin

Vladimir Vasin, född den 9 januari 1947 i Moskva, är en sovjetisk simhoppare.
Han tog OS-guld i svikthopp i samband med de olympiska simhoppstävlingarna 1972 i München.